# Who Wants to Live Forever
"Who Wants to Live Forever" là một bài hát của ban nhạc rock Queen của Anh. Đây là bài hát thứ sáu trong album A Kind of Magic, được phát hành vào tháng 6 năm 1986, và được tay guitar chính Brian May sáng tác cho nhạc phim cho bộ phim Highlander. Queen được một dàn nhạc hỗ trợ, với sự phối hợp của nhà đồng sáng tác nhạc cho bộ phim, Michael Kamen. Bài hát đạt vị trí thứ 24 trong bảng xếp hạng của Anh. Năm 1991, nó được đưa vào album Greatest Hits II của ban nhạc.
Kể từ khi phát hành, ca khúc đã được nhiều nghệ sĩ hát lại. Seal đã biểu diễn một phiên bản trực tiếp của bài hát tại The Freddie Mercury Tribute Concert năm 1992. Vào năm 2014, độc giả của tạp chí Rolling Stone đã bình chọn đây là bài hát Queen được yêu thích thứ năm.